# Atractaspis microlepidota
Espèce
Statut de conservation UICN

 LC  : Préoccupation mineure
Atractaspis microlepidota est une espèce de serpents de la famille des Lamprophiidae.

## Répartition
Cette espèce se rencontre au Sénégal, en Gambie, au Mali et en Mauritanie.

## Description
C'est un serpent venimeux.

## Taxinomie
Les sous-espèces Atractaspis microlepidota andersonii et Atractaspis microlepidota magrettii ont été élevées au rang d'espèce.

## Publication originale
- Günther, 1866 : Fifth account of new species of snakes in the collection of the British Museum. Annals and Magazine of Natural History, ser. 3, vol. 18, p. 24-29 (texte intégral).